# Patrick Mora
Patrick Mora (* 1952) ist ein französischer Plasmaphysiker, der sich mit Laser-Plasma-Wechselwirkung befasst. Er ist Forschungsdirektor des CNRS und Professor an der École polytechnique in Paris, an der er Direktor des Instituts für Laser und Plasma ist.

## Leben
Mora studierte 1971 bis 1975 an der École normale supérieure. 1975 erhielt er seine Agrégation in Physik und 1980 wurde er an der Universität Paris XI (Orsay)  promoviert (Génération de champs magnétique dans l'interaction non linéaire rayonnement-plasma, et expansion des plasmas créés par laser). 1975 bis 1982 forschte er am CEA in Saclay und ab 1982 für das CNRS. Seit 1989 unterrichtet er außerdem an der Ecole Polytechnique mit einer Professur ab 2006. Er wurde 2001 Direktor des Zentrums für Theoretische Physik und seit 2009 Direktor des Instituts für Laser und Plasma.
Mora ist Theoretiker. Er entwickelte ein in der Folge viel verwendetes Modell der Wechselwirkung von Laserlicht mit Plasma in Verbindung mit Energietransport im Plasma und Plasma-Hydrodynamik und mit seinem Kollegen Jean-Francois Luciani eine nichtlineare und nicht-lokale Theorie des Wärmetransports im Plasma über Elektronen. Das hatte Anwendung auf verbesserte numerische Codes in der Trägheitsfusion mit Lasern. Mit Tom Antonsen entwickelte er ein Modell der Ausbreitung von Laserpulsen in nicht-dichten Plasmen, die deren Neigung zu Selbstfokussierung und Raman-Instabilitäten zeigte.  Er entwickelte eine Theorie der Expansion von Plasmen in das Vakuum, die Strömungsdynamik und Struktur der Ionenfront erklärt. Seine Theorien finden Anwendung in der Erklärung von Ionen- und Elektronenstrahl-Beschleunigungsexperimenten.
2014 erhielt er den Hannes-Alfvén-Preis 1997 erhielt er den Paul-Langevin-Preis, 2019 den Edward Teller Award.

## Schriften
- Theoretical model of absorption of laser light by a plasma,  Phys. Fluids 25, 1051 (1982).
- mit J. F. Luciani, J. Virmont: Nonlocal heat transport due to steep temperature gradients, J.F. Luciani, P. Mora, J. Virmont, Phys. Rev. Lett. 51, 1664 (1983) (und Phys. Fluids 28, 835 (1985) mit J. F. Luciani, R. Pellat).
- mit T. M. Antonsen Jr.: Self focusing and Raman scattering of laser pulses in tenuous plasmas, Phys. Rev. Lett. 69, 2204 (1992) (und  Phys. Fluids B 5, 1440 (1993))
- mit T. M. Antonsen Jr.: Kinetic modeling of intense, short laser pulses propagating in tenuous plasmas, Phys. Plasmas 4, 217 (1997).
- mit B. Quesnel: Theory and simulation of the interaction of ultraintense laser pulses with electrons in vacuum, Phys. Rev. E 58, 3719 (1998).
- Physics of relativistic laser plasmas, Plasma Physics and Controlled Fusion, 43, 2001, Heft 12 A
- Plasma expansion into a vacuum, Phys. Rev. Lett. 90, 185002 (2003).
- Thin-foil expansion into a vacuum, Phys. Rev. E 72, 056401 (2005).
- mit T. Grismayer: Rarefaction Acceleration and Kinetic Effects in Thin-Foil Expansion into a Vacuum, Phys. Rev. Lett. 102, 145001 (2009).
- mit A. Diaw: Rarefaction shock in plasma with a bi-Maxwellian electron distribution function, Phys. Rev. E 84, 036402 (2011).